# Larribarre-Sorhapürü
Larribarre-Sorhapürü (en francès i oficialment Larribar-Sorhapuru), és un municipi de la Baixa Navarra (Nafarroa Behera), un dels set territoris que formen Euskal Herria, al departament dels Pirineus Atlàntics i a la regió de la Nova Aquitània. Limita amb les comunes de Behaskane-Laphizketa al nord, Domintxaine-Berroeta al nord-est, Donapaleu al nord-oest, Lohitzüne-Oihergi al sud-est i Uhartehiri al sud-oest.

## Demografia
| Evolució de la població |      |      |      |      |      |      |      |      |
| 1793                    | 1800 | 1806 | 1821 | 1831 | 1836 | 1841 | 1846 | 1851 |
| 246                     | 183  | 206  | 242  | 178  | 226  | 444  | 450  | 451  |

| 1856 | 1861 | 1866 | 1872 | 1876 | 1881 | 1886 | 1891 | 1896 |
| ---- | ---- | ---- | ---- | ---- | ---- | ---- | ---- | ---- |
| 385  | 388  | 351  | 334  | 359  | 331  | 311  | 266  | 261  |

| 1901 | 1906 | 1911 | 1921 | 1926 | 1931 | 1936 | 1946 | 1954 |
| ---- | ---- | ---- | ---- | ---- | ---- | ---- | ---- | ---- |
| 281  | 276  | 303  | 279  | 250  | 244  | 283  | 266  | 248  |

| 1962 | 1968 | 1975 | 1982 | 1990 | 1999 | 2006 | 2011 | 2016 |
| ---- | ---- | ---- | ---- | ---- | ---- | ---- | ---- | ---- |
| 248  | 214  | 235  | 230  | 242  | 186  | -    | -    | -    |

| 2019 | - | - | - | - | - | - | - | - |
| ---- | - | - | - | - | - | - | - | - |
| -    | - | - | - | - | - | - | - | - |

## Administració
| Data d'elecció                               | Identitat              | Qualitat |
| -------------------------------------------- | ---------------------- | -------- |
| Les dades anteriors a 1995 són desconegudes. |                        |          |
| 1995                                         | Jean-Pierre Etcheberry |          |
| 2001                                         | Jean-Pierre Etcheberry |          |